# Beiersdorf
Beiersdorf település Németországban, azon belül Szászország tartományban. Lakosainak száma 1083 fő (2023. december 31.). Beiersdorf Oppach és Neusalza-Spremberg községekkel határos.

## Népesség
A település népességének változása:
| Lakosok száma | 1147 | 1126 | 1113 | 1094 | 1083 |
|               | 2017 | 2019 | 2021 | 2022 | 2023 |